# Paweł Fajdek
Paweł Fajdek (Świebodzice, 4 giugno 1989) è un martellista polacco, cinque volte campione mondiale della specialità.

## Biografia
Fajdek partecipa al suo primo evento internazionale nel 2008, ai Mondiali U20 di Bydgoszcz: giunge quarto alla fine, siglando comunque il suo record personale di 75,31 metri.
Il 2011 è il primo anno in cui il polacco riesce a vincere dei titoli internazionali: conquista infatti l'oro agli europei U23 e alle Universiadi, andando in entrambi i casi oltre i 78 metri. Grazie a questi risultati, partecipa ai suoi primi Mondiali a Taegu: si qualifica per la finale, dove chiude al 10º posto con la modesta distanza di 75,20 metri.
Nel 2012, partecipa ai Giochi Olimpici di Londra: non effettua nessuna misura valida, non accedendo alla finale.
Nel 2013, Fajdek conquista tre ori: uno ai giochi della Francofonia con 78,28 m e un altro alle Universiadi con 79,99 metri; il terzo è però il più importante, in quanto il polacco vince la gara mondiale di Mosca, mettendo a segno il suo personale a 81,97 metri.
Nel 2014, Fajdek vince il suo primo argento agli Europei, arrivando alle spalle del campione olimpico Krisztián Pars. Nel 2015, Paweł si laurea campione del mondo a Pechino, lanciando a oltre 80 metri per l'oro.
Nel 2016, vince nuovamente gli europei ad Amsterdam, staccando di più di due metri il secondo classificato Ivan Cichan. Arriva così ai Giochi Olimpici di Rio, dove è il grande favorito per l'oro: in maniera del tutto inaspettata, il polacco lancia solo a 72,00 metri, classificandosi al 17º posto e non riuscendo ad entrare in finale. Fajdek era imbattuto da 29 gare consecutive (marzo 2015).
Nel 2017, Fajdek torna a vincere il campionato mondiale a Londra, lanciando oltre i 79 metri. L'anno dopo, non riesce a confermare il titolo europeo, cedendo al connazionale Wojciech Nowicki e vincendo l'argento.
Ai mondiali di Doha del 2019, il polacco vince il suo quarto titolo iridato consecutivo, essendo l'unico a lanciare oltre gli 80 metri in tutta la finale.

Nel 2021, a Tokyo, cerca il riscatto olimpico dopo il fallimento di Rio: ancora una volta è il grande favorito, essendo il n°1 del mondo nella specialità e colui che si presentava con più titoli internazionali alle spalle. Si qualifica alla finale con la 9ª misura utile (76,46 m); nella gara che assegna le medaglie, Fajdek trova un 81,53 metri al quinto lancio, che gli garantisce la medaglia di bronzo, la prima olimpica della sua carriera.

## Record nazionali
Seniores
- Lancio del martello: 83,93 m ( Stettino, 9 agosto 2015)

## Palmarès
| Anno | Manifestazione           | Sede           | Evento              | Risultato | Prestazione | Note                                                                    |
| ---- | ------------------------ | -------------- | ------------------- | --------- | ----------- | ----------------------------------------------------------------------- |
| 2008 | Mondiali U20             | Bydgoszcz      | Lancio del martello | 4º        | 75,31 m     | Miglior prestazione personale                                           |
| 2009 | Europei U23              | Kaunas         | Lancio del martello | 8º        | 68,70 m     |                                                                         |
| 2011 | Europei U23              | Ostrava        | Lancio del martello | Oro       | 78,54 m     |                                                                         |
| 2011 | Universiadi              | Shenzhen       | Lancio del martello | Oro       | 78,14 m     |                                                                         |
| 2011 | Mondiali                 | Taegu          | Lancio del martello | 10º       | 75,20 m     |                                                                         |
| 2012 | Giochi olimpici          | Londra         | Lancio del martello | nm (q)    | nm (q)      |                                                                         |
| 2013 | Universiadi              | Kazan'         | Lancio del martello | Oro       | 79,99 m     |                                                                         |
| 2013 | Mondiali                 | Mosca          | Lancio del martello | Oro       | 81,97 m     | Miglior prestazione mondiale stagionale · Miglior prestazione personale |
| 2013 | Giochi della Francofonia | Nizza          | Lancio del martello | Oro       | 78,28 m     |                                                                         |
| 2014 | Europei                  | Zurigo         | Lancio del martello | Argento   | 82,05 m     |                                                                         |
| 2015 | Universiadi              | Gwangju        | Lancio del martello | Oro       | 80,05 m     |                                                                         |
| 2015 | Mondiali                 | Pechino        | Lancio del martello | Oro       | 80,88 m     |                                                                         |
| 2016 | Europei                  | Amsterdam      | Lancio del martello | Oro       | 80,93 m     |                                                                         |
| 2016 | Giochi olimpici          | Rio de Janeiro | Lancio del martello | 17º (q)   | 72,00 m     |                                                                         |
| 2017 | Mondiali                 | Londra         | Lancio del martello | Oro       | 79,81 m     |                                                                         |
| 2017 | Universiadi              | Taipei         | Lancio del martello | Oro       | 79,16 m     |                                                                         |
| 2018 | Europei                  | Berlino        | Lancio del martello | Argento   | 78,69 m     |                                                                         |
| 2019 | Mondiali                 | Doha           | Lancio del martello | Oro       | 80,50 m     |                                                                         |
| 2021 | Giochi olimpici          | Tokyo          | Lancio del martello | Bronzo    | 81,53 m     |                                                                         |
| 2022 | Mondiali                 | Eugene         | Lancio del martello | Oro       | 81,98 m     | Miglior prestazione mondiale stagionale                                 |
| 2022 | Europei                  | Monaco         | Lancio del martello | 4º        | 79,15 m     |                                                                         |
| 2023 | Mondiali                 | Budapest       | Lancio del martello | 4º        | 80,00 m     | Miglior prestazione personale stagionale                                |
| 2024 | Europei                  | Roma           | Lancio del martello | 6º        | 77,50 m     | Miglior prestazione personale stagionale                                |
| 2024 | Giochi olimpici          | Parigi         | Lancio del martello | 5º        | 78,80 m     |                                                                         |

## Altre competizioni internazionali
2014
- Oro in Coppa Europa invernale di lanci ( Leiria), lancio del martello - 78,75 m
- Bronzo in Coppa continentale ( Marrakech), lancio del martello - 78,05 m

2021
- Campionati europei a squadre di atletica leggera ( Chorzów)